# 盖施塔尔
盖施塔尔是奥地利施蒂利亚州沃茨伯格县的一个市镇。总面积36.35平方公里，总人口943人，人口密度25.9人/平方公里（2005年）。